# JMY Records
JMY Records ('Jazz Music Yesterday') was een Italiaans platenlabel uit de jaren negentig, dat albums uitbracht van grote jazzmuzikanten. Het waren vooral live-opnames uit de jaren zestig en zeventig, van Dave Brubeck, Sarah Vaughan, Miles Davis, Quincy Jones, Bobby Hutcherson en Harold Land, Dollar Brand, Archie Shepp, Art Ensemble of Chicago, Ray Chrales, Duke Ellington en Phil Woods.